# Литомгино
Литомгино — село в Мокшанском районе Пензенской области России. Входит в состав Нечаевского сельсовета.

## География
Село находится в северной части Пензенской области, в пределах Сурско-Мокшанской возвышенности, в лесостепной зоне, на правом берегу реки Пензятки, на расстоянии примерно 22 километров (по прямой) к юго-юго-западу от рабочего посёлка Мокшан, административного центра района. Абсолютная высота — 193 метра над уровнем моря.

### Климат
Климат характеризуется как умеренно континентальный, с холодной продолжительной зимой и тёплым летом. Среднегодовая температура воздуха — 4,6 °C. Средняя температура воздуха самого тёплого месяца (июля) — 19 °C; самого холодного (января) — −13 °C. Безморозный период длится 150 дней. Продолжительность вегетационного периода — в среднем 144 дня. Среднегодовое количество атмосферных осадков варьируется от 480 до 500 мм, из которых большая часть выпадает в тёплый период. Снежный покров устанавливается в конце ноября и держится в течение 141 дня.

### Часовой пояс
Село Литомгино, как и вся Пензенская область, находится в часовой зоне МСК (московское время). Смещение применяемого времени относительно UTC составляет +3:00.

## Население
| 1745  | 1782  | 1785 | 1864 | 1877 | 1897 | 1912 |
| ----- | ----- | ---- | ---- | ---- | ---- | ---- |
| 570   | ↗910  | ↘430 | ↗674 | ↗890 | ↘685 | ↗860 |
| 1926  | 1930  | 1939 | 1959 | 1979 | 1989 | 1996 |
| ↗1006 | ↗1041 | ↘670 | ↘370 | ↘153 | ↘64  | ↘39  |
| 2002  | 2010  |      |      |      |      |      |
| ↘22   | ↘8    |      |      |      |      |      |

### Национальный состав
Согласно результатам переписи 2002 года, в национальной структуре населения русские составляли 100 % из 22 чел.